# جوزيف إسترادا
جوزيف استرادا هو الرئيس الثالث عشر لجمهورية الفلبين تولى الرئاسة من 30 يونيو 1998م إلى 20 يناير 2001م ولد في 19 أبريل 1937م خلف الرئيس فيديل فالديس راموس. اكتسب إسترادا شعبية كممثل سينمائي، إذ لعب دورًا رئيسيًا في أكثر من مائة فيلم وامتدت مهنته هذه لمدة ثلاثة عقود، كما كان عارضًا للأزياء، وبدأ في ذلك في سن الثالثة عشرة. استخدم شعبيته كممثل لتحقيق مكاسب في السياسة، إذ شغل منصب عمدة سان خوان ديل مونتي من 1969 إلى 1986، وكان عضوًا في مجلس الشيوخ من 1987 إلى 1992، ثم نائبًا للرئيس في عهد الرئيس فيديل في راموس من 1992 إلى 1998.
انتخب استرادا رئيسًا في عام 1998 بهامش كبير من الأصوات عن المنافسين الآخرين، وأدى اليمين الدستورية في 30 يونيو 1998. وفي عام 2000 أعلن «حربًا شاملة» ضد جبهة تحرير مورو الإسلامية واستولى على مقرها ومعسكراتها أخرى. أدت مزاعم الفساد إلى سحب الثقة من مجلس الشيوخ، وطُرد إسترادا في عام 2001 من قبل «سلطة الشعب 2» بعد سحب الثقة من محكمة الإقالة وذلك بعد تصويت قضاة مجلس الشيوخ بـ «لا» في افتتاح الظرف الثاني.
في عام 2007، حُكم على إسترادا من قبل قسم خاص في سانديجانبايان بإرجاع 80 مليون دولار اختلسها من الحكومة، ولكنه مُنح فيما بعد عفوًا من قبل الرئيس ونائبته السابقة غلوريا ماكاباغال أرويو. ترشح للرئاسة مرة أخرى في الانتخابات الرئاسية عام 2010، لكنه هُزم من قبل السناتور بنيغنو آكينو الثالث بفارق كبير. شغل لاحقًا منصب عمدة مانيلا لفترتين، من 2013 إلى 2019.

## أولى سنوات حياته وتعليمه
وُلد خوسيه مارسيلو إيجيرسيتو في الساعة 8:25 مساءً يوم 19 أبريل 1937 في مستشفى مانوغويت للولادة (المعروف الآن باسم مستشفى أميسولا للولادة) في توندو، وهي منطقة حضرية في مانيلا. انتقلت عائلته في وقت لاحق إلى ضاحية سان خوان الثرية. كان ينتمي إلى عائلة ثرية، وكان الثامن من بين عشرة أبناء لإميليو إيجيرسيتو الأب (1898-1977) وزوجته ماريا مارسيلو (1905–2009). بعد تخرجه من مدرسة أتينيو الابتدائية في عام 1951، طُرد خلال السنة الثانية من مدرسة أتينيو الثانوية بسبب سلوكه السيء. التحق لاحقًا أثناء دراسته الجامعية بدورة بكالوريوس العلوم في الهندسة المدنية في معهد مابوا للتكنولوجيا في محاولة لإرضاء والده. لكنه ترك هذه الجامعة مرة أخرى ثم انتقل لاحقًا إلى إحدى الكليات المركزية التابعة لكلية الهندسة بالفلبين، لكنه ترك الدراسة في الأخير.
بدأ حياته المهنية كممثل في المسلسلات والأفلام الدرامية في العشرينات من عمره، وعادة ما كان يلعب دور الشرير. استعمل اسم «جوزيف إسترادا» عند العمل، لاعتراض والدته على حياته المهنية الفنية وعلى قراراته لترك الدراسة العديد من المرات. كما حصل أيضًا على لقب «إراب» (مسرحية باللغة التاغالوغية العامية «باري»، أي «الصديق») من صديقه وزميله الممثل فرناندو بو جونيور.

## روابط خارجية
- جوزيف استرادا على موقع IMDb (الإنجليزية)
- جوزيف استرادا على موقع الموسوعة البريطانية (الإنجليزية)
- جوزيف استرادا على موقع مونزينجر (الألمانية)
- جوزيف استرادا على موقع ألو سيني (الفرنسية)
- جوزيف استرادا على موقع أول موفي (الإنجليزية)
- جوزيف استرادا على موقع قاعدة بيانات الفيلم (الإنجليزية)
- جوزيف استرادا على موقع كينوبويسك (الروسية)